# Jiří Fajt
Jiří Fajt est depuis 2013, le directeur de la Galerie nationale à Prague. Lors de la visite à Prague du président chinois Xi Jinping et sa rencontre avec son homologue tchèque Miloš Zeman, Jiří Fajt remit une pétition concernant les droits de l'homme en Chine  et participa à une marche à proximité du Château de Prague  où des manifestants ont pavoisé des drapeaux du Tibet et de Taïwan 